# Dolmen von Keransquer
Der Dolmen von Keransquer liegt im Osten von Quimperlé, nördlich der Rue de Lorient (D 765) im Département Finistère in der Bretagne in Frankreich. Dolmen ist in Frankreich der Oberbegriff für Megalithanlagen aller Art (siehe: Französische Nomenklatur). 
Der kleine einfachen Dolmen (französisch Dolmen simple) wurde auf einem privaten Grundstück im weiter östlich gelegenen Rédené gefunden, abgebaut und im Park des Château de Keransquer in Quimperlé wieder aufgebaut. Der Deckstein wird von drei U-förmig angeordneten Steinen gestützt, die das Ende einer einst möglicherweise viel größeren Kammer darstellen.
In der Nähe liegt der Dolmen von Roscasquen.